# Hockey Club Alleghe
Le Hockey Club Alleghe est un club professionnel de hockey sur glace basé à Alleghe en Italie. Il évolue en IHL.

## Historique
Le club fut fondé en 1933.

### Vainqueur de l'Alpenliga 1993
| Champion Alpenliga 1993 Alleghe Hockey | Gardiens: David Delfino, Daniele Moretti, Giorgio Tigliani Défenseurs: Carlo Lorenzi, Bob Nardella, Andrei Zhukov, Bruce Cassidy, Silvano Da Pian, Paolo De Biasio, Christian Moretti Attaquants: Mario Chitaroni, Lino De Toni, Giuseppe Busillo, Carmine Vani, Errol Rausse, Maurizio Bortolussi, Ilario Riva, Michele De Toni, Alain Tormen |

## Palmarès
- Alpenliga : 1993.
- Serie B : 1963, 1964, 1970, 2015